# ウォータールー (シエラレオネ)
ウォータールー（Waterloo）とは西アフリカシエラレオネにある人口19,750人の町。フリータウン半島の西部地域に位置し、首都フリータウンの郊外にある解放奴隷のクリオの町の一つである。
1812年イギリス軍の西インド連隊によりジャマイカやバルバドスなど西インド諸島にあるイギリスの植民地の奴隷から解放されたの黒人達がフリータウン半島に入植し、さらに現地のアフリカ人の解放奴隷も含めてウォータールーは設立された。海岸の下の影響でそれらの最も、企業的な村からフリータウンに移った。それら間に入植者達の間で激しい口論があり、れらの1つには、1843年にウォータールー暴動の暴動が起きた。そこの入植者達が最初に来たすべての17の国家を表している委員会の準備で起因したフリータウンの東の20マイルをもたらした。
1998年シエラレオネ内戦で、ウォータールーは西アフリカ諸国経済共同体の西アフリカ諸国平和維持軍（ECOMOG）とフリータウン侵略をする革命統一戦線（RUF）との間で激しい戦闘をしていた。町は内戦で破壊され、大勢の難民が押し寄せ、難民テントが立ち並んでいた。
イギリスのリヴァプール郊外にあるウォータールーとは古い結び付きがあり、ウォータールー・パートナーシップ（Waterloo Partnership）の提携を結んでいて援助や協力など受けている。